# Conferenza episcopale ortodossa d'Italia e Malta
La Conferenza episcopale ortodossa d'Italia e Malta (CEOIM) coordina gli affari delle diverse Chiese ortodosse presenti in Italia e Malta.

## Storia
È stata istituita dalla quarta Conferenza Pan-ortodossa pre-conciliare, convocata dal Patriarca ecumenico Bartolomeo, con il consenso dei Primati della Chiesa Ortodossa espresso nel corso della loro sinassi al Fanar nel mese di ottobre 2008. La quarta Pan-ortodossa conferenza pre-conciliare si è riunita presso il Centro Ortodosso del Patriarcato di Costantinopoli nel Chambésy, dal 6 al 13 giugno 2009 sotto la presidenza del Metropolita Giovanni di Pergamo, rappresentante del Patriarcato di Costantinopoli.
Da settembre 2018 il Patriarcato di Mosca ha unilateralmente cessato la sua partecipazione alla conferenza.

## Scopi
La CEOIM ha come scopo di:
a) vigilare e contribuire all'unità della Chiesa ortodossa in Italia e Malta, in conformità con la sua fede, tradizione ed insegnamento.
b) coordinare tutte le attività di comune interesse (pastorale, catechesi, liturgia, assistenza, editoria, comunicazioni, educazione) con la possibilità, se necessario, di creare le relative commissioni. 
Infine la CEOIM è impegnata a proseguire con le altre Chiese e realtà cristiane il “dialogo della carità”, da questa ritenuto il presupposto indispensabile di quello teologico, allo scopo dichiarato di offrire un comune contributo cristiano per il progresso e la soluzione dei problemi sociali d'Italia e Malta.

## Membri della 1ª conferenza episcopale ortodossa
- il Metropolita Gennadios Zervós (Sacra Arcidiocesi d'Italia e Malta del Patriarcato Ecumenico): Presidente ex-officio della Conferenza episcopale Ortodossa
- l'Arcivescovo Gabriele (Esarcato delle Parrocchie Ortodosse di Tradizione Russa in Europa occidentale del Patriarcato Ecumenico)
- l'Arcivescovo Nestor (Sirotenko) (Decanato d'Italia del Patriarcato di Russia)
- il Metropolita Ioannes (Metropolia di Zagabria, Lubiana e Italia del Patriarcato di Serbia)
- il Metropolita Simeon (Patriarcato di Bulgaria)
- il Vescovo Siluan (Diocesi d'Italia del Patriarcato di Romania)
- il Vescovo Ausiliare Tichon (Diocesi dell'Europa occidentale e centrale del Patriarcato di Bulgaria)

## Incontri plenari e documenti prodotti
- Primo incontro: comunicato finale del 17 novembre 2009
- Secondo incontro: comunicato finale del 31 maggio 2010